# 行進子犬に恋文を
『行進子犬に恋文を』（こうしんこいぬにこいぶみを）は、玉崎たまによる日本の漫画作品。一迅社の『コミック百合姫』2018年3月号から2020年9月号にかけて連載されていた。略称はこここい。
陸軍女子幼年学校に入学したばかりの少女と、彼女に高圧的な態度で接する上級生との関係を描いた百合作品である。
近代を舞台とした作品であり、白山、入鹿池などが登場する。
2019年に、百合姫PowerPushPVキャンペーンの第2弾として、コミックにボイスをつけた約4分半のPVが公開された。

## あらすじ
陸軍女子幼年学校へ入校するため田舎から出てきた犬童忍は、道に迷っていたところを幼年学校の加賀美藤乃と大葉ことに助けられる。その際、加賀美から風貌を野良犬のようだと揶揄された犬童は、彼女に苦手意識を抱いた。
幼年学校入校後、犬童の模範生徒には加賀美が配属された。高圧的な加賀美の配属に絶望する犬童だったが、彼女と二人きりになったとき、突然額に接吻をされてしまう。
加賀美の不可解な行動に戸惑う犬童だったが、その日を境に、時折彼女は高飛車ながらも犬童を気遣うようにやさしく接するようになる。当初は加賀美を怖がっていた犬童も、次第に彼女に惹かれていった。

## 登場人物
犬童 忍（いんどう しのぶ）
声 - 鬼頭明里
本作主人公。第1訓育班所属。
美味しいものが食べられるという桔梗のすすめで幼年学校へ入校した。
入校前は日が昇ったら起き、沈んだら眠る自由奔放な生活を送っていたため成績は良くない。また、自習時間に居眠りをするなど生活面も良くない。一方で身体能力に秀でており、体操の成績は良い。
本人は自覚してないが、上級生から評判で噂になっており、藤乃の稚児と思われている。
加賀美 藤乃（かがみ ふじの）
声 - 福原綾香
陸軍女子幼年学校の上級生。忍らの模範生徒を務める。
高圧的な態度で下級生に接するが、犬童には2人きりになると優しい一面を見せる。
犬童について、『お前はもう少し自分がどういう顔をしているのか気に掛けるべきだ』、『稚児なんぞに興味はないが他のやつにくれてやる気にもならないな』などと述べている。
母との仲が悪い。
のちに、忍らの模範生徒を外され、後任として大葉に代わる。
大葉 こと（おおば こと）
声 - 和氣あず未
陸軍女子幼年学校の上級生。
加賀美とは対照的に優しい性格をしており、入校前みすぼらしい格好をしていた犬童を銭湯に連れていくなどして綺麗にしている。
犬童と加賀美との関係を気にしている。
のちに、前任の藤乃の代わりに、忍らの模範生徒を務める。
愛船 三春（あいせん みはる）
声 - 内田秀
忍の寝台戦友。第1訓育班所属。恥ずかしがり屋な性格をしている。
銃に興味があり、小さいころ軍事演習で知り合った将校に憧れて入校した。
外出時に、小さいころ軍事演習で知り合った将校を探しに、犬童と一緒に騎兵第三聯隊まで行ったことがある。
犬童と加賀美との関係を気にしている。
稲石 貢（いないし こう）
犬童の同室。第1訓育班所属。長谷部の寝台戦友。
新入生代表の挨拶を担当し、図書室でいつも勉強をしている。
秀才であり、長谷部に「グシャ」とからかわれている。
長谷部 七子（はせべ ななこ）
犬童の同室。第1訓育班所属。稲石の寝台戦友。
犬童のことを敵対視している。
犬童と加賀美との関係を気にしている。一方で、大葉に憧れている。
鈴鹿生徒監（すずかせいとかん）
犬童らの先生にして母親的存在。幼年学校の生徒を指導する立場である。
犬童 ちよ（いんどう ちよ）
元陸軍将校。忍の母。しかし、小さかった忍には母親の記憶がない。
在職時は、第三師団参謀の大尉。自ら駆けずり回り前線視察する変わった参謀との評判だった。
師団の将校の私的情報をすべて暗記している。
ある功績によって一躍時の人となり、第八師団へ転属。のちの戦争により戦死。
藤乃は過去にちよとの面識があり、忍を気に掛ける要因にもなっている。
加賀美 桔梗（かがみ ききょう）
元陸軍将校。藤乃の母。忍からはおばさんと呼ばれてる。抱きつくと良い香りがする。
在職時は、陸軍歩兵中尉。首席卒業の銀時計組。原本が読める程、ロシア語に精通。
作戦の天才中尉との評判であり、陸軍大学校での兵棋演習では常に負け知らずだった。
ちよに代わって忍を気に掛けており、彼女に陸軍女子幼年学校への入校を勧めた。
ゆき
加賀美の家のお手伝いさん。
ナタリア
ロシア人。
かつての戦争で徴兵された経験があり、死にかけたところを、加賀美藤乃の母に助けられたことがある。
豊岡久子少佐（とよおか ひさこ しょうさ）
運動会の来賓の一人。鈴鹿生徒監の士官学校時代の先輩。
愛船の憧れの将校。既婚者。
騎兵科の所属で、かの戦争では秋山支隊に所属。
のちに、第六師団騎兵第六連隊へ転属。

## 書誌情報
- 玉崎たま 『行進子犬に恋文を』 一迅社〈百合姫コミックス〉、全5巻
  1. 2018年6月18日発売[38]、ISBN 978-4-7580-7821-4
  2. 2018年12月18日発売[39]、ISBN 978-4-7580-7889-4
  3. 2019年6月18日発売[40]、ISBN 978-4-7580-7949-5
  4. 2020年2月18日発売[41]、ISBN 978-4-7580-2092-3
  5. 2020年9月29日発売[42]、ISBN 978-4-7580-2162-3